# Paul Guimard
Paul Guimard (Saint-Mars-la-Jaille, 3 marzo 1921 – Hyères, 2 maggio 2004) è stato uno scrittore francese.
Fu compagno di una vita della scrittrice femminista Benoîte Groult, con la quale ha condiviso la passione per l’oceano e la navigazione.
Il libro che l'ha reso famoso, Les Choses de la vie (Le cose della vita), è stato pubblicato nel 1967 e da allora regolarmente ristampato in Francia, è oggi considerato un libro di culto e ha ispirato il film L'amante diretto da Claude Sautet, con Romy Schneider e Michel Piccoli.

## Biografia
Giornalista, durante la guerra Paul Guimard scrive per «L’Écho de la Loire» e, in seguito, per «L’Ouest-Éclair».
Presso la RDF, crea e dirige per i primi quattro anni «La Tribune de Paris».
Nel 1945 firma una commedia, Septième ciel; la sua carriera letteraria decolla però definitivamente nel 1956 quando il suo primo romanzo, Les Faux frères, ottiene il Grand prix de l’humour. L’anno successivo, al suo secondo romanzo Rue du Havre è invece attribuito il Prix Interallié.
Inviato dell’emissione di R.T.F., la televisione pubblica francese, dal titolo «Opération Cap à l’ouest», nel 1962 si imbarca sul Constance per farvi il giro del mondo.
Nel 1967 pubblica il romanzo che lo consacra al successo, Les choses de la vie, che ottiene il Prix des libraires. Grazie alla sua trama perfetta e serrata ispira diverse trasposizioni cinematografiche tra cui, la più nota, diretta da Claude Sautet, con Romy Schneider e Michel Piccoli.
Dal 1971 al 1975 è editorialista per «L’Express» e collabora con la casa editrice Hachette.
Dopo la vittoria di François Mitterrand alle elezioni presidenziali nel 1981, è incaricato di missione presso il Presidente della Repubblica – carica che occuperà fino all’agosto del 1982.
Nel 1993 Paul Guimard riceve il Premio letterario Prince-Pierre-de-Monaco per l’insieme della sua opera.

## Opere
- 1955: Les Faux frères;
- 1957: Rue du Havre (trasposizione cinematografica di Jean-Jacques Vierne);
- 1961: L’Ironie du sort;
- 1967: Les Choses de la vie (edizione italiana: Le cose della vita, traduzione di Eusebio Trabucchi, L’orma editore, Roma 2021);
- 1970: Les Cousins de la Constance;
- 1976: Les Mauvais temps;
- 1978: L’Empire des mers;
- 1988: Giraudoux ? Tiens !...;
- 1990: Un Concours de circonstances;
- 1992: L’Âge de Pierre;
- 1997: Les Premiers venus.

## Premi e riconoscimenti
- 1956: Grand prix de l’humour per Les Faux frères;
- 1957: Prix Interallié per Rue du Havre;
- 1968: Prix des libraires per Le cose della vita;
- 1993: Premio letterario della fondazione Prince-Pierre-de-Monaco per l’insieme della sua opera.